# Градиско
Градиско (словац. Hradisko) — село и одноимённая община в районе Кежмарок Прешовского края Словакии. В письменных источниках начинает упоминаться с 1264 года.

## География
Село расположено в западной части края, в пределах юго-западной части горного массива Левочске-Врхи, при автодороге 3090. Абсолютная высота — 829 метров над уровнем моря. Площадь муниципалитета составляет 3,37 км².

## Население
| Год:                | 1994 | 2004     | 2014    | 2024    |
| ------------------- | ---- | -------- | ------- | ------- |
| Количество человек: | 113  | 101      | 99      | 98      |
| Разница:            |      | −10,61 % | −1,98 % | −1,01 % |

По данным последней официальной переписи 2011 года, численность населения Градиско составляла 100 человек.
Динамика численности населения общины по годам:
Национальный состав населения (по данным переписи населения 2011 года):
| Национальность | Численность, человек |
| -------------- | -------------------- |
| словаки        | 100                  |